# A fost cândva hoț
A fost cândva hoț (titlul original: în engleză Once a Thief) este un film dramatic franco-american, realizat în 1965 de regizorul Ralph Nelson, după romanul „Scratch a Thief” al scriitorului Zekial Marko, protagoniști fiind actorii Alain Delon, Ann-Margret, Van Heflin și Jack Palance.

## Conținut
Fostul condamnat Eddie Pedak încearcă să ducă o viață normală în San Francisco alături de soția iubitoare Kristine și fiica lor, având un loc de muncă stabil. Spre nemulțumirea sa, are în spate un detectiv de poliție răzbunător și pe fratele delincvent, care îi complică viața. 
Detectivul, Mike Vido, este ranchiunos pentru că înainte cu șase ani a fost împușcat în timpul unui jaf nerezolvat, fiind convins că Eddie a fost făptașul. De la eliberarea lui Eddie din închisoare, Vido l-a hărțuit și a făcut să fie dat afară din mai multe locuri de muncă. Când o băcăniță este ucisă la un jaf, Vido este convins că făptașul este din nou Eddie, deși martorul neagă acest lucru, el este totuși reținut în arest și ca urmare își pierde slujba.
Între timp Walter, fratele lui Eddie, care este șeful unei bande criminale, încearcă să-l recruteze pentru un ultim jaf, oferindu-i 50.000 de dolari pentru o noapte de muncă. Eddie refuză, dar nu este în măsură să-și facă rost de un alt loc de muncă, Kristine fiind nevoită să înceapă să lucreze. Walter trece pe la el și îl anunță că slujba lui Kristine este într-un club de noapte rău famat, unde Eddie o găsește și furios îi interzice să mai lucreze.
Nevoit, Eddie este de acord să participe la jaf și Walter îi dezvăluie de ce a fost atât de persistent în privința participării lui Eddie: intenționează să-l jefuiască pe fostul său angajator, iar cunoștințele sale  despre interiorul companiei sunt vitale pentru jaf. Devine clar că cei doi ortaci ai lui Walter, Sargatanas și Shoenstein, au înscenat că Eddie ar fi ucigașul băcăniței și neîncrederea sa crește.
După ce și-a făcut propria investigație, Vido îl caută pe Eddie și îi spune că știe că i-a fost pusă în spate crima. Îi dă lui Eddie șansa să iasă curat din afacerile lui, dar Eddie îl respinge.
După jaf, hoții se aleg cu plăci de platină în valoare de 1 milion de dolari. După ce Sargatanas ucide un alt membru al bandei, Eddie și Walter fug cu prada și o ascund într-un camion. Sargatanas și Shoenstein îl găsesc pe Walter și îl ucid și o răpesc pe fiica lui Eddie, pentru a o schimba cu platina.
Eddie îl caută pe Vido și îi spune despre răpire. Vido este de acord să-l ajute în schimbul mărturiei sale și a returnării platinei furate. După ce Eddie recunoaște în cele din urmă că el l-a împușcat cu ani în urmă, Vido constată că nu mai simte nevoia de răzbunare. 
Eddie și Vido se îndreaptă spre locul de întâlnire, unde se va schimba prada pentru fiica sa.
După ce fiica sa este eliberată, Eddie îi duce la camionul care conține platina și intră în posesia ei. Sargatanas îl ucide brusc pe Shoenstein, declanșând o tiradă împușcături care are ca rezultat rănirea lui Eddie și a lui Vido. După o luptă corp la corp cu Eddie pentru pistol, Sargatanas moare. Cu arma descărcată în mână, Eddie se clatină bucuros spre Vido. Colegii lui Vido, anunțați de soția nerăbdătoare să-și recapete fata, ajung la locul întâlnirii și văzându-l pe Eddie cu pistolul în mână, îl împușcă mortal.

## Distribuție
- Alain Delon – Eddie Pedak
- Ann-Margret – Kristine Pedak
- Van Heflin – Mike Vido
- Jack Palance – Walter Pedak
- John Davis Chandler – James Arthur Sargatanas
- Tony Musante – Cleveland "Cleve" Shoenstein
- Jeff Corey – locotenentul Kebner
- Steve Mitchell – Frank Kane
- Tammy Locke – Kathy Pedak
- Yuki Shimoda – John Ling

## Trivia
Subiectul filmului se bazează pe experiența personală a scenaristului Zekial Marko, care scrisese romanul The Big Grab, fiind adaptat în filmul Melodie în subsol (1963), un film de mare succes pentru Delon.
A fost cândva hoț s-a bazat tot pe un roman al aceluiaș autor, intitulat „Scratch a Thief”, acesta fiind și primul său scenariu. 

## Coloana sonoră
- „Once A Thief”, compusă de Lalo Schifrin și Dorcas Cochran;
- „The Right To Love” (Reflections), compusă de Lalo Schifrin și Gene Lees;

Ambele melodii sunt interpretate de Irene Reid

## Premii
Ralph Nelson a câștigat premiul OCIC la Festivalul Internațional de Film de la San Sebastián din 1965 pentru film.

## Critici
„ „A fost cândva hoț” — chiar dacă împinge acțiunea, în ciuda obișnuinței, până la paradoxismul dramatic, rămâne totuși un film plauzibil și extraordinar din punct de vedere al interpretării actoricești și al imaginii cinematografice. ”— Atanasie Popa, critic de artă ,  articol din ziarul Steaua Roșie din 6 aprilie 1966